# Iryŏn
Iryŏn (kor. 일연, ur. 1206, zm. lipiec 1289) – koreański mistrz sŏn końcowego okresu dynastii Koryŏ, znany także jako Hoeyŏn Iryŏn.

## Życiorys
Urodził się w Changsan (obecny Kyŏngsan) w prow. Kyŏngsang. Jego świeckie imię i nazwisko to Kyŏnmyŏng Kim. Później publikował swoje prace pod nazwiskiem Maeyŏn Kim.
W wieku 9 lat rozpoczął praktykę buddyjską w klasztorze Muryang w Haeyang (dzisiejszy Kwangju i studiował różne nauki zarówno szkoły sŏn jak i doktryny (kor. kyo). W wieku lat 15 rozpoczął nowicjat w klasztorze Chinchŏn na górze Sŏrak. Klasztor ten należał do jednej z Dziewięciu górskich szkół sŏn – szkoły kaji, założonej przez mistrza sŏn Toŭi. Jego oryginalnym imieniem buddyjskim było Kŏngmyŏng; zmienił je jednak później na Iryŏn. Następnie praktykował i studiował w klasztorze O'ŏ na górze Unje, potem w Inhong sa na górze Pip'a w Hyŏnp'ung i wreszcie w Unmun na górze Unmun. Wszystkie te klasztory należały do szkoły kaji. Został wtedy mianowany na stanowisko Kusansasŏnjisu (Kierownik Czwartej Selekcji w Dziewięciu Górach).
W 1227 r. w wieku 22 lat przeszedł egzamin dla mnichów sŏn z wynikiem Sangsanggwa (Najlepszy z Najlepszych).
Następnie praktykował sŏn w klasztorach Podang (w pustelni) na górze Pip'a, a w czasie mongolskiego najazdu schronił się w pustelniach Myomun i Muju. Podczas praktyki w Myomun podczas czytania zdania "świat fenomenalny nie pomniejsza się, ani noumenalna kraina Buddy nie zwiększa się" osiągnął nagłe oświecenie. 
W wieku 32 lat otrzymał przekaz Dharmy od mistrza sŏn Samjunga i w wieku 39 lat został mistrzem sŏn. Gdy miał 47 lat został opatem klasztoru Chŏngnim. W 10 lat później w 1259 r. otrzymał tytuł Taesŏnsa (Wielki Mistrz Sŏn).
W 1261 r. na prośbę króla przeniósł się do klasztoru Sŏnwŏl w Kaegyŏng. Tam spotkał się z Narodowym Nauczycielem (kor. kuksa) mistrzem Chajinem Wŏno (1215–1286), 4 mistrzem w linii przekazu Pojo Chinula. W trzy lata później przeniósł się na południe do klasztoru O'ŏ na górze Unje w Yŏngil. Następnie był opatem Manhoe sa i Inhong sa. Jego nauki przyciągnęły tak wielką ilość praktykujących, że nie mieścili się w klasztorze. Prowadził także buddyjskie stowarzyszenie Społeczność Suwŏl.
Mimo że nie należał do linii przekazu Chinula z założoną przez niego Społecznością Susŏn utrzymywał żywe kontakty, zwłaszcza z Narodowym Nauczycielem Chingakiem Hyesimem, z którym spotykał się, aby przedyskutować interesujące ich zagadnienia. W Samguk yusa Iryŏn umieścił nawet wiersz Hyesima, który uważany jest obecnie za jeden ze skarbów koreańskiego buddyzmu.
Był bardzo otwartym i eklektycznym mistrzem sŏn, nie przywiązał się do nauk swojej szkoły. Potrafił czerpać również z nauk szkoły sumi i pisywał komentarze na temat idei prezentowanych przez Dongshana Liangjie i jego szkoły chan caodong. Wykorzystywał także bardziej ortodoksyjne idee takich mistrzów chan jak Qingyuan Xingsi i Nanyue Huairang. 
Oprócz tego, że był mistrzem sŏn, posiadał także olbrzymią wiedzę o Tripitace i z tego powodu, gdy miał 63 lata został zaproszony w 1268 r. do stolicy Kaegyŏng do klasztoru Ŭnhae na Zgromadzenie Dharmy z okazji ukończenia prac nad drugim zestawem drukarskich drewnianych płyt z buddyjskim kanonem. Przybyło 100 najwybitniejszych mnichów tego okresu i Iryŏn został wybrany przewodniczącym zgromadzenia. Podczas tego spotkania próbował przekazać zebranym ideę ideologicznego zjednoczenia koreańskiego buddyzmu. Szczególnie zależało mu na zjednoczeniu szkół sŏn i szkół kyo (doktryny) pod jednym sztandarem buddyzmu. Jak poradził jednemu ze swoich uczniów: "czytać sutry w dzień i medytować w nocy."
Na prośbę króla pozostał w stolicy przez rok, gdzie służył jako opat prestiżowgo klasztoru stołecznego Kwangmyŏng. Porzucił to wszystko i powrócił do swojego rodzinnego miasta zaopiekować się chorą matką. Nie odpowiadał na żadne prośby i rozkazy królewskie. Król w końcu odnowił klasztor Ingak w pobliżu domu Iryŏna i po śmierci matki w wieku 93 lat, Iryŏn przeniósł się do tego klasztoru. Przeprowadził w nim ogólne zgromadzenie mistrzów sŏn wszystkich dziewięciu górskich szkół, które zaowocowało zjednoczeniem wszystkich szkół sŏn pod nazwą chogye.
Gdy miał 78 lat król Ch'ungnyŏl nadał mu tytuł Kuksa (Narodowego Nauczyciela), który Iryŏn odrzucił. 
Zmarł w lipcu 1289 r. podczas rozmowy z innymi mistrzami sŏn, gdy jego uczniowie grali na bębnach.
W 1295 r. jego uczniowie wybudowali jego stelę.
Jako mistrz sŏn łączył nauki wszystkich 9 górskich szkół sŏn, czyli nauki wyniesione z tradycji chińskich szkół chan hongzhou i caodong. 
Jego następcą został Pongam Hongu.

## Prace literackie
- Ŏrok (어록) – Analekta (2 tomy)
- Kesongjapsŏ (게송잡서) – Pieśni i inne pisma (3 tomy)
- (Chungp'yŏn) chodong owi (조동오위) – Pięć klasyfikacji chodong[5] (2 tomy)
- Chodo (조도) – Diagram mistrzów (2 tomy)
- Taejangsujirok (대장수지록) – Katalog koniecznej wiedzy z Tripitaki (3 tomy)
- Chesŭngbŏpsu (제승법수) – Kategorie Całego Pojazdu (7 tomów)
- Chojŏngsawŏn (조정사원) – Ogród mistrzów (30 tomów)
- Sŏnmun yŏmsong sawŏn (선문점송사원) – Ogród oświeconych wersów sŏnu (30 tomów)
- Samgukyusa (삼국유사) – Pamiątki Trzech Królestw (5 tomów)

Z tych wszystkich tekstów przetrwał tylko ostatni. Jest on niezwykłym, najważniejszym źródłem dla badań na buddyzmem, literaturą koreańską, folkiem, mitologią i historią. Jego wadą jest to, że jest ograniczony prawie wyłącznie do Silli czy też Kyŏngju.

## Linia przekazu Dharmy
- Samjung

- Iryŏng (1206–1289)

- Pongam Hon'gu